# Claus-Dietrich Lahrs

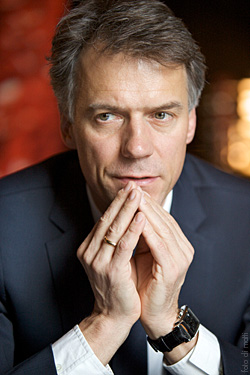
Claus-Dietrich Lahrs (2009)

Claus-Dietrich Lahrs (* 7. Juni 1963 in Bielefeld) ist ein deutscher Manager und war bis Dezember 2022 CEO der s.Oliver Group.

## Leben
Claus-Dietrich Lahrs studierte 1984 bis 1989 Betriebswirtschaft und Internationales Management in Bochum, Köln und Paris. An der École des Hautes Études Commerciales in Paris erwarb er einen Master of Business Administration. Seine berufliche Karriere begann 1990 bei der zur Quandt-Gruppe gehörenden Delton AG. Zu seinen weiteren Stationen gehörte ab 1992 die Marke Cartier des Schweizer Konzerns Richemont, für die er bis 1997 tätig war. Von 1995 bis 1997 war er dort als Vertriebs- und Marketingmanager für das gesamte Gebiet Nordeuropa zuständig. Danach wechselte er zu Bernard Arnaults französischem Luxuskonzern Moët Hennessy Louis Vuitton (LVMH). Dort führte er die Marke Louis Vuitton, für die er bis 2004 u. a. in New York das Nordamerika-Geschäft managte. Anschließend kehrte er nach Paris zurück und übernahm als weltweit verantwortlicher Geschäftsführer den Modezweig von Christian Dior (Dior Couture) in Paris. Zum 1. August 2008 wurde Lahrs zum Vorstandsvorsitzenden der Hugo Boss AG ernannt.
Sein Vater ist das frühere Thyssen-Vorstandsmitglied Karl-Heinz Lahrs.
Am 25. Februar 2016 gab die Hugo Boss AG bekannt, dass Lahrs in gegenseitigem Einvernehmen zum Monatsende aus dem Unternehmen ausscheiden wird. Von Oktober 2016 bis Juni 2019 war er CEO des italienischen Luxuslabels Bottega Veneta. Lahrs wurde ab Herbst 2019 als neuer Geschäftsführer bei S.Oliver kolportiert, dieses Amt trat er zum 4. November 2019 an.
Am 6. Dezember 2022 gab S.Oliver bekannt, dass man sich von Lahrs getrennt hat.